# Ruskowo
Ruskowo (deutsch Reuschwerder) ist ein kleines Dorf in der polnischen Woiwodschaft Ermland-Masuren und gehört zur Landgemeinde Janowo im Powiat Nidzicki (Kreis Neidenburg).

## Geographische Lage
Ruskowo liegt in der südwestlichen Mitte der Woiwodschaft Ermland-Masuren, 23 Kilometer östlich der Kreisstadt Nidzica (deutsch Neidenburg).

## Geschichte
Das vor 1871 Ruczkowen genannte kleine Dorf wurde 1719 gegründet. Im Jahre 1874 kam der Ort zum neu errichteten Amtsbezirk Roggen (polnisch Róg) im ostpreußischen Kreis Neidenburg.
244 Einwohner waren im Jahre 1910 in Reuschwerder gemeldet. Ihre Zahl belief sich 1933 auf 232 und 1939 auf noch 216.
Als 1945 in Kriegsfolge das gesamte südliche Ostpreußen an Polen überstellt wurde, war auch Reuschwerder davon betroffen. Das Dorf erhielt die polnische Namensform „Ruskowo“ und ist heute eine Ortschaft innerhalb der Landgemeinde Janowo im Powiat Nidzicki (Kreis Neidenburg), bis 1998 der Woiwodschaft Olsztyn, seither der Woiwodschaft Ermland-Masuren zugehörig.

## Kirche
Bis 1945 war Reuschwerder in die evangelische Kirche Muschaken (polnisch Muszaki) in der Kirchenprovinz Ostpreußen der Kirche der Altpreußischen Union sowie in die römisch-katholische Kirche Neidenburg im Bistum Ermland eingepfarrt.
Heute gehört Ruskowo evangelischerseits zur Kirchengemeinde in Róg (Roggen), einer Filialgemeinde der Pfarrei Nidzica in der Diözese Masuren der Evangelisch-Augsburgischen Kirche in Polen, außerdem katholischerseits zur Pfarrgemeinde Muszaki (Muschaken) im Erzbistum Ermland.

## Verkehr
Ruskowo liegt an der verkehrsreichen Woiwodschaftsstraße 604, die die Landesstraße 7 bei Nidzica mit der Landesstraße 57 bei Wielbark (Willenberg) verbindet.
Die nächste Bahnstation ist Puchałowo (Puchallowen/Windau) an der – allerdings derzeit nicht befahrenen – Bahnstrecke Nidzica–Wielbark.